# Henny Verschoor
Henny Verschoor (Sliedrecht, 19 februari 1965) is een voormalig Nederlands voetballer die uitkwam voor Excelsior, DS '79, PEC Zwolle '82, FC Utrecht en NAC. Hij speelde als aanvaller.

## Statistieken
| Seizoen | Club           | Land      | Competitie     | Wed. | Goals |
| ------- | -------------- | --------- | -------------- | ---- | ----- |
| 1984/85 | Excelsior      | Nederland | Eredivisie     | 10   | 0     |
| 1985/86 | Excelsior      | Nederland | Eredivisie     | 7    | 0     |
| 1985/86 | DS '79         | Nederland | Eerste divisie | 21   | 5     |
| 1986/87 | PEC Zwolle '82 | Nederland | Eredivisie     | 33   | 5     |
| 1987/88 | PEC Zwolle '82 | Nederland | Eredivisie     | 9    | 0     |
| 1987/88 | FC Utrecht     | Nederland | Eredivisie     | 12   | 0     |
| 1988/89 | FC Utrecht     | Nederland | Eredivisie     | 17   | 1     |
| 1989/80 | NAC            | Nederland | Eerste divisie | 19   | 3     |
| 1990/91 | NAC            | Nederland | Eerste divisie | 13   | 0     |
| Totaal  | Totaal         | Totaal    | Totaal         | 141  | 14    |